# باتريشيا ويلسون
باتريشيا ويلسون (بالإنجليزية: Patricia Wilson)‏ (17 ديسمبر 1929، يوركشاير في المملكة المتحدة - 2005، يوركشاير في المملكة المتحدة)؛ روائية بريطانية.